# 모눈종이 위의 생
《모눈종이 위의 생》은 1986년 1월 26일에 MBC TV에서 방영되었던 베스트셀러극장이다.

## 줄거리
민일(이정길)과 종희(김민정)의 결혼식에 민일의 연인을 자처하는 한 여자가 나타나 결혼식장은 아수라장이 된다. 종희는 민일에게 결별을 선언한다. 민일은 계속 용서를 빌지만 종희는 끝까지 이를 거부하고 6년 동안 독신으로 지낸다. 그 사이에 민일은 결국 다른 여자와 결혼하게 되는데...

## 출연
- 김민정
- 이정길
- 방희
- 김길호
- 정혜선
- 박영태
- 김혜정
- 한애경
- 윤철형
- 문용민
- 오현섭
- 노경주